# یونکرس یو ۴۹
یونکرس ۴۹ (به انگلیسی: Junkers Ju 49) یک هواگرد ساختِ کارخانهٔ یونکرس در کشور آلمان است. این هواگرد برای نخستین بار در ۲ اکتبر ۱۹۳۱ میلادی مورد استفاده قرار گرفت.